# مندي (أسطورة)
مِندي (بالإنجليزية: Mindi)‏ أفعى عظيمة شريرة في أساطير استرالیا تبعث للناس بالأمراض لاسيما الجدري.